# Калки-пурана
«Ка́лки-пура́на» (санскр. कल्कि पुराण) — священный текст индуизма на санскрите, одна из пуран, относимых к категории упа-пуран («малых пуран»). Содержит пророчества о грядущих событиях Кали-юги, в частности о явлении десятой аватары Вишну — Калки. В «Калки-пуране» содержатся выдержки из 18 маха-пуран, в том числе из «Вишну-пураны» и «Бхагавата-пураны». Считается, что Калки-пурана была написана не позднее начала XVI века, так как она упоминается несколько раз в суфийском эпосе на языке авадхи «Падмават» (1540).